# بلدية بوغندا
بلدية بوغندا هي بلدية من مقاطعة سيبيتوكي في شمال غرب بوروندي. تقع العاصمة في بوغندا.